# Драган Лабовић
Драган Лабовић (Прокупље, 20. април 1987 — Прокупље, 9. мај 2025) био је српски кошаркаш. Играо је на позицији крилног центра.

## Каријера
Кошарком је почео да се бави у родном Прокупљу, да би 1999. године прешао у Здравље из Лесковца. У Здрављу је провео три године, када га је приметио Ратко Радовановић, тадашњи спортски директор ФМП-а, и позвао га да пређе у клуб из Железника. За први тим ФМП-а (тада под именом Рефлекс) је дебитовао у сезони 2003/04, али као млад играч није добијао пуно прилике да игра. Прву праву сениорску шансу добио је у Борцу из Чачка, који је у то време био филијала ФМП-а и служио је за разигравање талентованих играча из Железника. У Чачку је провео сезону 2005/06, играјући под тренером Милованом Степандићем. Наступајући у дресу Борца, Лабовић је добио награду за најкориснијег играча Наше Синалко лиге у сезони 2005/06.
Лета 2006. се враћа у ФМП и почиње да добија већу минутажу код тренера Владе Вукоичића. У сезони 2006/07. у Јадранској лиги бележи просечно 9,1 поен по мечу, и са клубом стиже до финала овог такмичења, где су поражени од Партизана. У фебруару 2007. са ФМП-ом осваја Куп Радивоја Кораћа. У наредној 2007/08. сезони пружа још боље партије у Јадранској лиги, бележећи просечно 13,1 поен по мечу. Ипак најбоље партије је пружао у сезони 2008/09. када је са 18 поена просечно по мечу био најбољи стрелац Јадранске лиге. Ипак на почетку сезоне 2009/10. статистика му је била доста слабија. На 13 одиграних утакмица у Јадранској лиги, бележио је тек 4,3 поена и 3,1 скок по мечу. Почетком јануара 2010. напушта ФМП и прелази у грчки Арис.
Лабовић се у екипи Ариса кратко задржао. Њега је у клуб довео тренер Фоцис Кацикарис, који је у међувремену смењен, а српски кошаркаш се није уклапао у концепцију новог тренера Дејвида Блата, па му је дата слобода да потражи нови клуб. Лабовић је у дресу Ариса одиграо само четири меча у Еврокупу и три у грчком првенству, али без запаженијег учинка. Од марта 2010. године је заиграо за Скајлајнерс Франкфурт, у чијем дресу је провео остатак сезоне наступајући у немачкој Бундеслиги.
У јулу 2010. прелази у Јенисеј из Краснојарска, код српског тренера Стевана Караџића. У дресу Јенисеја је током сезоне 2010/11. на 33 одигране утакмице у ПБЛ лиги бележио просечно 13,8 поена и 5 скокова по мечу. Наредну сезону такође проводи у Русији, али наступа за екипу Краснаја Крила из Самаре. У овој екипи је бележио просечно 12,7 поена уз 4,9 скокова, да би у јуну 2012. потписао двогодишњи уговор са екипом Нижњег Новгорода. За Нижњи је наступио на само осам утакмица, јер је већ у новембру 2012. повредио Ахилову тетиву због чега је пропустио остатак сезоне. Након једне сезоне је раскинуо уговор са Нижњим, а потом је пред почетак сезоне 2013/14. био на проби у Басконији, али ипак није успео да се избори за уговор.
У новембру 2013. је потписао уговор са пољским Кошалином. У дресу Кошалина је одиграо десет утакмица, на којима је просечно бележио 12,1 поена и 4,3 скока за 25 минута на паркету, након чега је крајем јануара 2014. због приватних разлога напустио клуб. Пар дана након напуштања Кошалина, Лабовић потписује уговор са Алијагом, која се у том моменту налазила на последњем месту првенства Турске. Ипак ни у Алијаги се није дуго задржао, јер је већ средином априла исте године напустио клуб због неизмирених финансијских обавеза клуба. На седам одиграних утакмица у дресу Алијаге у просеку је бележио 15,7 поена, 6,7 скокова. Недељу дана након напуштања Алијаге, Лабовић проналази и трећи ангажман у овој сезони, и потписује уговор са либанском екипом Ал Ријади. У Ријаду је одиграо само две утакмице, након чега је напустио клуб.
У јулу 2014. је потписао једногодишњи уговор са румунским клубом Асесофт Плоешти. У овом клубу је био до фебруара 2015. када је дошло до раскида уговора. На 11 утакмица првенства Румуније бележио је 10,7 поена по мечу, док је у Еврокупу на 15 одиграних утакмица бележио 8,3 поена по мечу. Сезону 2015/16. је почео у турском прволигашу Истанбулу, али је напустио клуб након четири одигране утакмице. Почетком децембра 2015. одлази у Финску и потписује уговор са тамошњим прволигашем Нокијом до краја сезоне. У дресу Нокије је бележио 18,6 поена и 7 скокова по мечу.
У јулу 2016. потписује за македонски клуб Карпош Соколи. Са овим клубом у фебруару 2017. осваја Куп Македоније, иначе први трофеј у историји клуба. Лабовић је у дресу Карпоша наступао и у Јадранској лиги, где је на 26 одиграних утакмица у сезони 2015/16. бележио 15,6 поена просечно по мечу. У јуну 2017. је потписао нови једногодишњи уговор са Карпош Соколима. Ипак овај пут није провео целу сезону у македонском клубу, јер се већ 1. децембра 2017. вратио у финску Нокију. У дресу Нокије је до краја сезоне 2017/18. бележио просечно 19,9 поена и 7,5 скокова по утакмици, након чега је потписао нови двогодишњи уговор са клубом. У сезони 2018/19. је бележио 13,5 поена и 5,4 скока по мечу. Након ове сезоне је раскинуо уговор са Нокијом.

## Репрезентација

### Млађе категорије
Са репрезентацијом до 16 година је освојио златну медаљу на Европском првенству 2003, бележећи просечно 18 поена и 5,6 скокова по мечу. Наредне 2004. године са репрезентацијом до 18 година осваја 8. место на Европском првенству. Затим 2005. опет наступа за репрезентацију до 18 година, и осваја Европско првенство које је одржано у Београду. Лабовић је на финалној утакмици против Турске забележио 21 поен, а током целог такмичења је бележио просечно 14,1 поен и 8,5 скокова па је проглашен за најкориснијег играча првенства.
У јулу 2006. са репрезентацијом до 20 година осваја злато на Европском првенству у Измиру. Наредне 2007. године са истом узрасном категоријом опет осваја злато, овога пута на Европском првенству у Горици, бележећи просечно 16,9 поена и шест скокова по мечу. Лабовићу је ово било пето злато за шест година: био је пионирски првак 2001, кадетски 2003, јуниорски 2005. и шампион у конкуренцији до 20 година 2006. и 2007.

### Сениори
Селектор сениорске репрезентације Србије Зоран Славнић је уврстио Лабовића на коначан списак играча за Европско првенство 2007. у Шпанији. Репрезентација Србије је такмичење завршила већ у групној фази, након што је забележила три пораза у три утакмице. Лабовић је на овом првенству имао малу минутажу. Против Русије је за четири минута постигао један поен, против Грчке је био само два минута на терену, док је на последњој утакмици против Израела на терену провео пет минута током којих је постигао једну тројку.
Селектор Душан Ивковић је у јуну 2012. уврстио Лабовића на шири списак играча за квалификације за Европско првенство 2013. у Словенији. Лабовић је почео припреме са националним тимом, али је одлуком Ивковића отпао са списка 28. јула 2012.
У септембру 2012. Лабовић је послао медијима писмо у којем је оптужио селектора Душана Ивковића да се на њега врши утицај једне менаџерске агенције. Пар недеља после писма кажњен је од стране свог клуба, Нижњег Новгорода, који води српски тренер Зоран Лукић.

## Успеси

### Клупски
- ФМП:
  - Јадранска лига (1) : 2003/04.
  - Куп Радивоја Кораћа (1): 2007.
- Краснаја Крила:
  - Куп Русије (1): 2012.
- Карпош Соколи:
  - Куп Македоније (1): 2017.

### Појединачни
- Најбољи стрелац Јадранске лиге (1): 2008/09.
- Најкориснији играч Наше Синалко лиге (1): 2005/06.
- Најкориснији играч Купа Радивоја Кораћа (1): 2007.
- Најкориснији играч Европског првенства до 18 година (1): 2005.

### Репрезентативни
- Европско првенство до 16 година:  2003.
- Европско првенство до 18 година:  2005.
- Европско првенство до 20 година:  2006, 2007.